# جاك إرفين
جاك إرفين (بالفرنسية: Jacques Erwin)‏ هو ممثل فرنسي، ولد في 22 ديسمبر 1908 في فرنسا، وتوفي بنفس المكان في 17 أبريل 1957.

## وصلات خارجية
- جاك إرفين على موقع IMDb (الإنجليزية)
- جاك إرفين على موقع ألو سيني (الفرنسية)
- جاك إرفين على موقع قاعدة بيانات الأفلام السويدية (السويدية)
- جاك إرفين على موقع قاعدة بيانات الفيلم (الإنجليزية)
- جاك إرفين على موقع كينوبويسك (الروسية)